# Rhondia fragosa
Rhondia fragosa là một loài bọ cánh cứng trong họ Cerambycidae.